# Macrogynoplax
Macrogynoplax is een geslacht van steenvliegen uit de familie borstelsteenvliegen (Perlidae). De wetenschappelijke naam van het geslacht werd voor het eerst geldig gepubliceerd in 1909 door Günther Enderlein.

## Soorten
Macrogynoplax omvat de volgende soorten:
- Macrogynoplax anae Ribeiro & Rafael, 2007
- Macrogynoplax delicata Ribeiro & Froehlich, 1999
- Macrogynoplax duida Stark, 2011
- Macrogynoplax flinti Stark, 1996
- Macrogynoplax geijskesii Zwick, 1989
- Macrogynoplax guayanensis Enderlein, 1909
- Macrogynoplax kanuku Stark, 1996
- Macrogynoplax matogrossensis Bispo & Neves, 2005
- Macrogynoplax neblina Stark, 1989
- Macrogynoplax poranga Ribeiro & Froehlich, 1999
- Macrogynoplax pulchra Ribeiro & Froehlich, 1999
- Macrogynoplax spangleri Stark, 1989
- Macrogynoplax truncata Stark, 1996
- Macrogynoplax veneranda Froehlich, 1984
- Macrogynoplax yupanqui Stark, 1996